# Jakowlew Ja-2
Die Jakowlew Ja-2 (russisch Яковлев Я-2, auch AIR-2, АИР-2) war ein einmotoriges zweisitziges Sport- und Schulflugzeug des sowjetischen Konstruktionsbüros Jakowlew.

## Geschichte
Das ursprünglich AIR-2 genannte Flugzeug war eine Weiterentwicklung der Ja-1 (AIR-1) für die Flugausbildung und den Kunstflug und wurde von Alexander Jakowlew 1928 während seines Studiums an der Akademie der Luftstreitkräfte entwickelt. Es hatte einen vom NAMI entwickelten und 65 PS leistenden M-23-Motor. 1929 kam eine Version mit 60-PS-Antrieb Walter NZ und 1931 mit der AIR-2s eine mit 85-PS-Siemens-Motor hinzu. Am 18. Mai 1931 wurde die wassertaugliche Version auf der Moskwa erprobt.

## Konstruktion
Die Ja-2 war ein Doppeldecker, der für Flugschüler und Kunstflieger vorgesehen war. Die Ja-2 bestand aus einem mit Stoff bespannten Holzgerüst; das Vorderteil wurde mit Sperrholz beplankt. Die beiden hintereinander liegenden Sitze erhielten eine Zelluloidverglasung. Das Tragwerk besaß einen Baldachin und war mit I-Stielen untereinander und mit dem Rumpf verbunden. Es gab auch eine Version der Ja-2 als Wasserflugzeug, die mit von Wadim Schawrow entwickelten Schwimmern ausgestattet war. Da die Ja-2 einen relativ schwachen Motor besaß, musste sie sehr leicht gebaut werden.

## Technische Daten
| Kenngröße             | Daten der Schwimmerversion AIR-2s*                                                                  |
| --------------------- | --------------------------------------------------------------------------------------------------- |
| Besatzung             | 1–2                                                                                                 |
| Spannweite            | 8,85 m                                                                                              |
| Länge                 | 7,70 m (7,05 m)                                                                                     |
| Höhe                  | k. A. (2,60 m)                                                                                      |
| Flügelfläche          | 18,70 m²                                                                                            |
| Flächenbelastung      | 38,0 kg/m²                                                                                          |
| Leistungsbelastung    | 8,4 kg/PS                                                                                           |
| Leermasse             | 470 kg (397 kg)                                                                                     |
| Zuladung              | 240 kg                                                                                              |
| Startmasse            | 710 kg (650 kg)                                                                                     |
| Antrieb               | ein luftgekühlter Fünfzylinder-Sternmotor Siemens (Walter NZ) mit fester Zweiblatt-Holzluftschraube |
| Leistung              | 85 PS (63 kW) (60 PS (44 kW))                                                                       |
| Tankinhalt            | 72 kg                                                                                               |
| Höchstgeschwindigkeit | 140 km/h (125 km/h)                                                                                 |
| Reisegeschwindigkeit  | maximal 120 km/h                                                                                    |
| Landegeschwindigkeit  | 65 km/h                                                                                             |
| Steigleistung         | 1,8 m/s                                                                                             |
| Dienstgipfelhöhe      | 3350 m (3500 m)                                                                                     |
| Reichweite            | maximal 500 km (540 km)                                                                             |

* In Klammern angegebene Werte beziehen sich auf die Landversion mit Walter-NZ-Triebwerk.